# Gotthard Rieger
Gotthard Rieger (* 15. Jänner 1947 in Salzburg) ist ein österreichischer Radio- und Fernsehmoderator.

## Leben
Rieger, Sohn eines Berufsoffiziers, war zu Beginn seines Berufslebens ein Buch-, Kunst- und Musikalienhändler. Anschließend arbeitete er in Deutschland für eine Plattenfirma und wurde vom Hessischen Rundfunk als Talent fürs Radio entdeckt.
1972 wechselte er zu Ö3 und moderierte Sendungen wie „Ö3 Wecker“, „Magazin“, „Treffpunkt Studio 4“, „Hard Rock Café“ und viele andere. Für das ORF-Landesstudio Wien war er der Sprecher für „Tanzmusik auf Bestellung“ und für das Fernsehen präsentierte er „GRs Rockshow“ (1987–1989). Mit der Bezeichnung "GR" wurde er jedenfalls in den 80er Jahren zur "Marke", und zwar nicht nur auf Ö3. Mit etwa 15 Jahren Moderation beim Ö3-Wecker gehört Rieger zu jenen Moderatoren, die am öftesten diese Sendung dem Publikum näher brachten.
Am 31. März 1990 startete Gotthard Rieger den Sendebetrieb von Radio CD International auf 101,8 MHz. Aufgrund des ORF-Monopols musste der Sender von Pressburg aus senden. Ende 1993 verlor Radio CD zum ersten Mal seine Frequenz.
In den 90er Jahren war Gotthard Rieger auch bei anderen Privatradios aktiv. Neben Antenne Graz war GR auch bei Antenne Wien und PL1 tätig.
1999 kam er zu Radio Niederösterreich und moderierte dort bis Ende 2010 „Radio Niederösterreich am Nachmittag“ und den „Radioclub“.
Rieger managte außerdem die österreichische Hardrockband No Bros.
Nach seiner Pensionierung Anfang 2011 war Gotthard Rieger weiterhin bei Modellbauveranstaltungen (Wien, St. Pölten, Steiermark) als Moderator tätig.
Anlässlich 50 Jahre Ö3 konnte Rieger im Juni 2017 seine Zeit als österreichischer Kultmoderator der 1970er bis 1990er Jahre wieder einem Millionenpublikum näherbringen.